# Гостиная гора у устья реки Маныч
Гостиная гора — географический объект, находящийся у устья реки Маныч, связанный со средневековой историей Нижнего Дона, историей казачества и становлением Маныческого городка казаков, впоследствии станицей Манычская. В XVIII веке представляла собою остров среди рукавов прежнего Дона. Уже в XIX веке из-за изменения русла реки Дон, Гостиная гора оказалась среди ериков Стародонья, выделяясь небольшой нерукотворной возвышенностью.

## История
Эта местность на правом берегу Нижнего Дона, напротив устья реки Маныч, упоминается в источниках позднего средневековья. В частности, московский посол Г. А. Нащокин, ехавший в 1592 году в Турцию, в своей отписке сообщал: «А в нижние… юрты, где стоят в сборе донские атаманы и казаки, пришли есмя майя в 30 день и стали на Гостине острову, не дошед Войска версты с три». Впоследствии историки размещали этот остров поблизости от того городка, который считали тогдашним центром казачества. В. М. Пудавов указывает данный остров «выше Черкаска по Дону версты в три». Информация последнего подтверждается данными карты К. И. Крюйса (1704 г.). Вышесказанное позволяет исследователям говорить о том, что городок Маныч в 1590-е годы был некоторое время войсковым центром донского казачества. Этимология «Гостиный» восходит к средневековому термину «гость»- иноземный или иногородний купец, «гостиный» — относится к гостям, например, гостиный двор."…у излучины Старого Дона, есть гора Гостиная. Никто ею не интересовался, никто ее не обследовал. Мы побывали на ней. С востока, севера и запада гору когда-то омывал Дон. Сейчас там озёра Стародонья. С юга Гостиную гору омывает озеро Глубокое с протокой, уходящей на запад и впадающей в Дон. В длину Гостиная гора протянулась на 150 метров, поперёк — на 50 метров. Гостиная гора по своим условиям являлась прекрасным местом стоянки кораблей. Во время любых разливов она никогда не затапливалась. Остается удивляться тому, что более чем через 500 лет название дошло до наших дней." Так описывается Гостиная гора в середине XX века.

## Примечания

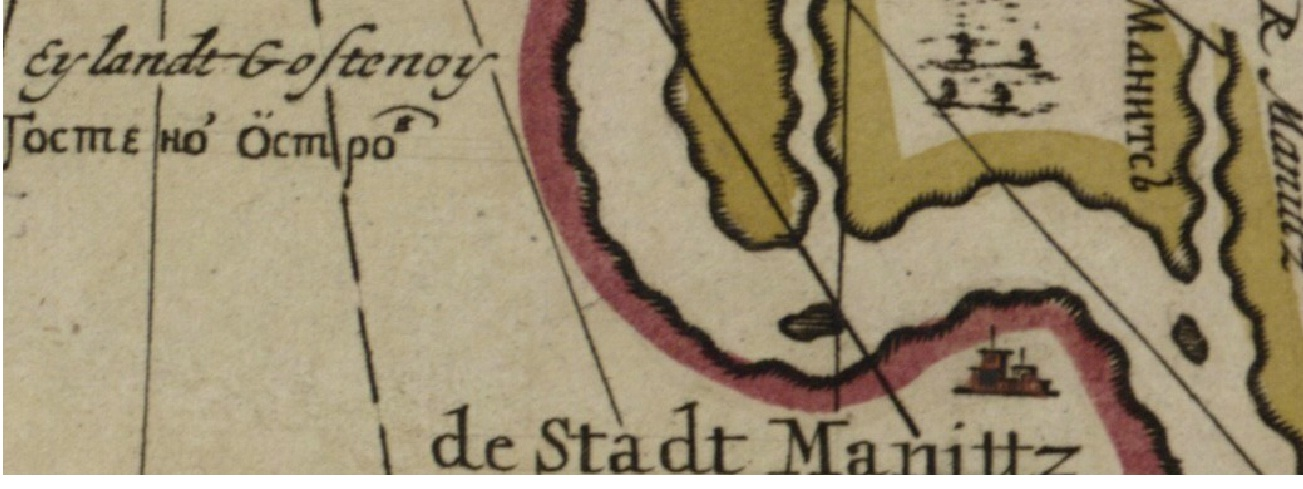
Фрагмент карты адмирала К.Крюйса «Гостено Остров»